# トータリー・スパイズ!
『トータリー・スパイズ!』（原題：Totally Spies!）は、フランス製のアニメーション作品。
日本では13話までがテレビ東京で2002年7月6日から同年9月28日まで放送され、2002年10月6日から12月まで再放送（いずれも関東ローカル）。また、2003年11月2日から2005年4月までカートゥーンネットワークで放送され、さらには2005年12月1日から2009年8月までトゥーン・ディズニー（ジェティックス）でも放送され、14話から52話までの日本語版も製作された。フランスで劇場版が2009年に公開した。また､日本ではディズニーXDがリニューアルされて以降はW.I.T.CHと同様に放送されなくなり。代わりにキム・ポッシブルが放送されるようになった。2023年、第7シーズンが制作決定し、2024年5月から放送開始。2024年6月13日、第8シーズンが制作決定した。

## あらすじ
サム・クローバー・アレックスの3人はビバリーヒルズ高校に通う普通の女子高生のちアイヤ・アカデミーに通う普通の大学生3人組。しかし、実は3人は国際的なスパイのトップエージェントで、日夜悪と戦い続けている。

## 登場人物

### メインキャラクター
サム 声：クレア・ギュヨ（フランス版）/ジェニファー・ヘイル（英語版、シーズン6まで）、ヴァネッサ・モワエン（英語版、シーズン7）/松井菜桜子
主人公3人組の1人。本名はサマンサ。
緑の瞳に赤毛のロングヘア。緑のトラックスーツを着用する。落ち着きがあり冷静な性格。
お気に入りの場所は美術館。記憶力がよくクイズ番組に出るほどの秀才。歴史・科学・数学は得意だが運動や車の運転は不得意。多くの場合、危険な状態の脱出法はサムが考える。好みの男性は真赤な薔薇に愛の詩を添えてプレゼントする秀才。好物はタコ料理。WHOOPに選ばれた理由は幼少の頃からの頭の良さ（映画では数秒でルービックキューブを揃えたり、身近な物を利用し遠くの物を取ったりした）。家族連れに変装する際は家族の父親役。
クローバー  声：フィリー・ケータ（フランス版）アンドレア・テイラー（英語版、シーズン6まで）、アリ・ライアン（英語版、シーズン7）/村井かずさ
主人公3人組の1人。青い瞳にブロンドのセミロング。赤いトラックスーツを着用する。ミーハーで軽い性格。
お気に入りの場所はショッピングモール。買い物とおしゃれと恋好き。イケメンに弱く学校、任務関係なく出会ったイケメンに見とれてしまう。ただし必ずしもそうではなく、男に興味が無くなったこともあった。ちなみにイケメン好きは母の遺伝。好きな食べ物は寿司。憧れの都市はフランスのパリと日本。嫌いな物はネズミ。特技はローラースケートと短時間でブランド物を買うこと。髪に関してはうるさく、髪を踏んだり下手に切ると大激怒する。マンディとは3人組の中で最もライバル関係で、恋人を取られたりすると妄想の世界で鞭打ちにしたりする（逆にマンディの妄想の世界で刑務所に閉じ込められたこともある）。愛車はマゼンタ色の車で、運転は3人の中で最も上手い。運転中はテンションが上がり、信じられないほどの強さを発揮する（しかし、それが原因で運転の度に違反切符を切られることもしばしば）。また、悪役の使う機械などによる被害に遭うことが多い。WHOOPに選ばれた理由は幼少の頃から秘かな行動の得意さ（映画では誰にも気付かれずに人の写真を撮ったり、母に気付かれず物を取ったりした）。家族連れに変装する際は家族の母親役。
アレックス 声：セリーヌ・モージュ（フランス版）/ケイティ・レイ（英語版、シーズン2まで）、ケイティ・グリフィン（英語版、シーズン3から6まで）、ローリ・フェリペ＝バーキン（英語版、シーズン7）/南央美
主人公3人組の1人。本名はアレクサンドラ。
茶色の瞳の黒のおかっぱ頭で、黄色のトラックスーツを着用する。子供っぽい性格。両親は中国人。
お気に入りの場所はスポーツジム。ドジで失敗したり、敵に捕まって危険な目に遭うのは殆どがアレックス。運動神経は良くサッカーとリレーは大得意で、その運動神経の良さからWHOOPに選ばれた。しかし、当初は運転はサムに並んで下手であり、頭はあまり良くない。サンタや宇宙人などは全て信じており宇宙人が目の前にいても冷静に挨拶をする。嫌いな物はカエルで、見ただけで倒れる。他にも狭い所が苦手。好みの男性は筋肉質のスポーツマンで、クマのぬいぐるみをプレゼントしてくれる男性。家族連れに変装する際は家族の運転手、娘とその他の役。
ジェリー・レウィス 声：ジャン・クロード・ドンダ（フランス版）/ジェス・ハーネル（英語版、シーズン2まで）、エイドリアン・トラス（英語版、シーズン3から6まで）、ゲイリー・マック（英語版、シーズン7）/小林清志
主人公たちの上司の中年男。表向きの職業はホテルの支配人。毎回主人公3人組の任務の際には彼女たちを色々な所からWHOOPの本部に連れていくが、本部があるフランスでの任務の際には、逆に外で休憩中の自分が本部に連れていかれた。格闘能力は高く、並みの悪党には負けない。第4話と第86話では、主人公3人組の特訓のため、敵役を演じた。スピンオフ作品『アメイジング・スパイZ!』にもスパイZの上司として登場している。テレンス曰く、幼い頃はウォンバットを飼っていて自分より大事にしていた。そのウォンバットの名前をWHOOPの暗号にしている。
ヘフェスタス 声：小林清志
経緯は不明だが、火山の炎により、顔に大火傷を負い、醜い姿になった。全世界の人を自分と同じようにするため、世界中の火山を噴火しようとした。実は3人組のテストをするためのジェリーの変装だった。黒いローブを着用。何故か部下（WHOOPのスパイ）も醜い姿。
ナタニエル・ハッシュ
ゼルリナ 声：デボラ・クロード（フランス版）/アラナ・バレット＝アトキンス（英語版）
シーズン7より引退したジェリーの孫娘である主人公たちの新上司。

#### WHOOP/WHOOPワールド
ブリトニー 声：田村ゆかり
時々、主人公3人組の手助けをするチームメンバー。黒髪ロングヘアで、青いトラックスーツを着用する。
ブレイン
表向きはビーチバレーチームのキャプテンだが、正体はWHOOPのスパイ。ある事件以降クローバーと相思相愛になる。
グラディス 声：ローラ・プレジャン（フランス版）/スティーヴィー・ヴァランス（英語版）
シーズン3とシーズン4に登場するAI。
ディーン 声：ビリー・クロフォード（フランス版、第76話 - 第78話）
第76話から78話まで、第86話、第126話に登場。
トビー 声：ゴーティエ・バトゥー（フランス版）/アルジュン・ビジュ（英語版）
WHOOPワールドのガジェット開発者。

### サブキャラクター
マンディー 声：セリーヌ・モージュ（フランス版）/ジェニファー・ヘイル（英語版、シーズン6まで）/小林希唯
ビバリーヒルズ高校に通うお嬢様。主人公3人組のライバルで、左目の下に泣き黒子のある黒髪の女。幾度か主人公たちと対立しており、戦績（?）は互角だが勝負に勝ってもいい結果にならないことも（ただし、一度サムに恩を感じて彼女に好意的な態度を見せたことがある）。稀に事件に巻き込まれたり、悪役に協力するなどの形で主人公たちと対決することがある。途中から出番が少なくなる。
シーズン7でジェリーを思い出し、主人公3人組の居るアイヤ・アカデミーへ追いかける。
ドミニク
マンディーの親友。赤黒い髪でショートボブの女。
ケイトリン
マンディーの親友。黒髪ウェーブヘアで色黒の女。
アーノルド・ジャクソン 声：ドナルド・レニュ（フランス版）
ビバリーヒルズ高校の男子生徒。主人公3人組の同級生で、ステレオオタク。非常に賢いが、社会的に無能であると気付くと少し不快になる傾向がある。メガネがトレードマーク。
デビッド
主人公3人組やマンディーが憧れるイケメン。いつも4人で取り合いをしている。
ギャビー 声：クレア・ギュヨ（フランス版）
サムの母。髪はサムに似ているが赤毛でなく茶髪。物は見た目より安全性を重視する。
ステラ 声：フィリー・ケータ（フランス版）
クローバーの母。
カルメン 声：セリーヌ・モージュ（フランス版）
アレックスの母。（ヒスパニック）。
フィービー
マンディーの母。
ミンディー
第107話から登場。マンディーのいとこでマンディーと同じ性格をしている。
バージル・オリバース
コーヒー店を経営する男で、主人公3人組の協力者。
メイリン
バブルスパイカフェの店員。

### 敵キャラクター
ティム・スカム 声：ギヨーム・オーサ（フランス版、第1期 - 第3期）、パトリス・ボドリエ（フランス版、第4期）
第3話・第36話・第60話・第79話・第83話に登場。
元WHOOPの武器開発技術者。20年前にWHOOPの技術を悪用したためジェリーに解雇された。ジェリーの仕事を引き継いだ振りをし、ティム・スカムの綴りを逆さから読んでマック・スミットという偽名を使いWHOOPに戻ってきた。アレックスいわく「悪い奴の中で最高にいっちゃっている奴」。36話では刑務所を脱走し、WHOOP時代の発明で3人の母親を操って復讐しようとした。
ヘルガ
第16話・第51話・第79話・第83話・第96話・第97話に登場。
表向きはファッションデザイナー（クローバーも知っていた）。第16話では地図にない島で人を動物人間化し、その皮で毛皮のコートを作ろうとした。クローバーもネコにした。最後は暴走した動物人間たちに動物に変える液体に落とされ、複数の動物の要素が混じった姿になった。第51話では自分のデザインした服を見捨てられたことへの復讐のため、刑務所を脱走。一度着ると脱げずに体を締め付け、最終的に爆発する服を販売。しかし、湯気が弱点だった。
キャンディー・スウィート
第17話・第94話に登場。チアガール志願だったが、オーディションに落ちた女性。その復讐として爆弾を搭載したロボットを使い、チアガールに憧れる女性を吹き飛ばそうとした。
ジェリー博士 声：ダニエル・ベレッタ（フランス版）
第25話・第47話に登場。
地球温暖化を研究していた優秀な学者。研究をしている内に人類の無謀な行動に嫌気が指し、世界を氷河期に戻そうとした。チェスが趣味。自称「孤独を愛する男」。クローバーを「氷の女王」にしようとしたが、クローバーに風邪をうつされた。47話ではクローバーとマンディーを間違えた。
ジェラルディン・ハスク
第42話・第67話・第87話・第110話に登場。WHOOPの採用試験に落ちた女性。復讐のため、自身が結成したスパイチームを使った自作自演の活躍によってWHOOPを解散に追い込んだ上で億万長者になろうとした。
ウィラード
第45話・第64話に登場。
幼い頃から計算の検定を受けようとすると「計算が遅い」と言われ、リレーでは「足が遅い」と言われて断られ続け、嫌気が指した。やがて、大人になってからの本職であるクローン研究の最中、分子のスピードを遅くする方法を発見。それを利用した機械を発明し、人々を遅くした。自称・元マッド・サイエンティスト。子持ちでもあるが、子供たちは忙しくて会ってくれないらしい。
ミーナ・ビーズボトム
第56話・第71話・第79話・第83話に登場。
ブーギ・ガス
第58話・第79話・第81話・第83話・第96話・第97話に登場。
ヘイズ
第68話・第117話に登場。
テレンス・レウィス 声：ジャン・クロード・ドンダ（フランス版）/有本欽隆
第76話から第79話まで・第81話・第83話・第96話・第97話まで登場。
ジェリーの双子の弟である犯罪者で、彼とは犬猿の仲。強さはジェリーと互角。一度ヘルガらと組んでWHOOPの本部を乗っ取ったが、主人公たちの活躍により逮捕されている。
ジャズ・ハンズ 声：パトリス・ボドリエ（フランス版）
第89話・第119話から第121話までに登場。
マニー・ウォン
第90話・第151話に登場。
ヴァイオレット・ヴァンデルフリート
第91話・第151話に登場。
イヴ・モンブラン
第114話・第151話に登場。
サイバーチャック
シーズン7に登場する敵。

### ゲストキャラクター
マーティン・ミステリー（マータン・ミステール） 声：アレクシ・トマシアン（フランス版）/サムエル・ビンセント（英語版）
第118話に登場。16歳。マーチン・ミステリーの主人公で女好きである。パートナーのダイアナ・ロンバードと原始人のジャバがいる。今回は雪男事件でスパイズと手を組む。アレックスが気に入っている。
モム（MOM） 声：ローレンス・デゥーランス（フランス版）/ テリル・ロザリー（英語版）
第118話に登場。センター（Center）のボス。ジェリーとは知り合い。通信のみ登場。

## 各話放送リスト
リストは日本放送順。フランス放送順とは異なる。

### シーズン1 (2001年)
| No. | 邦題                         | 原題                               | 放送日         | 放送日         | 備考                                                      |
| --- | ---------------------------- | ---------------------------------- | -------------- | -------------- | --------------------------------------------------------- |
| 1   | ミュージシャンに注意         | On connait la musique              | 2001年 11月3日 | 2002年 7月6日  |                                                           |
| 2   | 女王様は誰だ?                | Reine d'un jour                    | 11月4日        | 7月13日        |                                                           |
| 3   | 新しいボス!?                 | Le nouveau Jerry                   | 11月5日        | 7月20日        |                                                           |
| 4   | お休みは危険がいっぱい       | Vacances de choc!                  | 11月10日       | 7月27日        |                                                           |
| 5   | 記憶を取り戻せ!              | Alerte au Blobs                    | 11月17日       | 8月3日         |                                                           |
| 6   | タイムスリップ!              | Amour, éspionnes et Moyen-Âges     | 12月1日        | 8月10日        |                                                           |
| 7   | 誘拐は危険な香り             | Enlèvements                        | 12月8日        | 8月17日        |                                                           |
| 8   | おもちゃで遊ぼう!            | Un jeu d'enfant                    | 12月15日       | 8月24日        |                                                           |
| 9   | クローンがいっぱい!          | Les fugitives                      | 2002年 1月5日  | 8月31日        |                                                           |
| 10  | プロポーションを奪回せよ!    | Top modèles... de Choc             | 1月12日        | 9月7日         |                                                           |
| 11  | 対決! サバイバルゲーム       | L'île des Gladiateurs              | 1月19日        | 9月14日        |                                                           |
| 12  | コンピューターを阻止せよ!    | Les éspionnes de la Silicon Valley | 1月26日        | 9月21日        |                                                           |
| 13  | 食べ過ぎにご用心!            | Cookies Délices                    | 2月9日         | 9月28日        | テレビ東京ではこの回で打ち切り                            |
| 14  | 縮小ビーム                   | Modèles réduits                    | 3月2日         | 2005年 12月3日 | 2005年12月以降この回から トゥーンディズニーで放送された。 |
| 15  | エイリアン襲来!              | L'invasion des Extraterrestre      | 3月9日         | 12月4日        |                                                           |
| 16  | 消えた豪華客船               | L'île sauvage                      | 3月16日        | 12月7日        |                                                           |
| 17  | チアガールでゴー             | Les Veuves noires                  | 3月23日        | 12月8日        |                                                           |
| 18  | 大統領誘拐!                  | Le petit ami de Sam                | 3月30日        | 12月12日       |                                                           |
| 19  | アスリートでダウンロード     | Jeux dangereux                     | 4月6日         | 12月13日       |                                                           |
| 20  | スパイズ対スパイズ           | Double jeu                         | 4月13日        | 12月14日       |                                                           |
| 21  | マジック泥棒                 | Vous croyez en la magie?           | 4月20日        | 12月15日       |                                                           |
| 22  | ショッピングモールを救え!    | A bas les clients                  | 4月27日        | 12月19日       |                                                           |
| 23  | 急な老化にご用心!            | La fontaine de Jouvence            | 5月18日        | 12月20日       |                                                           |
| 24  | 恐怖の人型ロボット           | Les robots attaquent               | 5月25日        | 12月21日       |                                                           |
| 25  | 氷河期到来?                  | Retour à l'ère glaciaire           | 6月1日         | 12月22日       |                                                           |
| 26  | 撮影は危険がいっぱい! Part 1 | Une éspionne est née               | 6月15日        | 12月26日       |                                                           |

### シーズン2 (2002年)
| No. | 邦題                         | 原題                           | 放送日         | 放送日          | 備考 |
| --- | ---------------------------- | ------------------------------ | -------------- | --------------- | ---- |
| 27  | 撮影は危険がいっぱい! Part 2 | Une éspionne est née II        | 2003年 8月8日  | 2005年 12月27日 |      |
| 28  | 呪いのスカラベ               | Ma meilleure Momie             | 8月13日        | 12月28日        |      |
| 29  | 悪魔のヘアサロン             | Le salon de coiffure malefique | 8月14日        | 12月29日        |      |
| 30  | ミクロスパイ・プロジェクト   | Dand la peau de Jerry          | 8月15日        | 2006年 1月2日   |      |
| 31  | スーパーアスリート集団現る   | La règle du jeu                | 8月18日        | 1月3日          |      |
| 32  | 紫外線対策は命がけ!          | Espionnes au Soleil            | 8月19日        | 1月4日          |      |
| 33  | 誘惑のコロン                 | Un parfum diabolique           | 8月20日        | 1月5日          |      |
| 34  | スポットライトをもう一度     | Le Boys band fou               | 8月21日        | 1月9日          |      |
| 35  | 未放送                       | Surf d'Enfer                   | 8月22日        | 未放送          |      |
| 36  | ママと対決!?                 | Très chères mamans             | 8月25日        | 1月10日         |      |
| 37  | キッズ・ワールド             | Zooneyland                     | 8月26日        | 1月11日         |      |
| 38  | ホワイトハウスは大騒ぎ!      | La fille du président          | 9月24日        | 1月12日         |      |
| 39  | プロレスで世界征服!?         | Catch                          | 2004年 4月19日 | 1月16日         |      |
| 40  | 復讐のレイヴ・パーティー     | Rave academy                   | 4月20日        | 1月17日         |      |
| 41  | 老婦人は凄腕スパイ?          | Totally Stars                  | 4月21日        | 1月18日         |      |
| 42  | さよならスパイズ             | S.P.I.                         | 4月22日        | 1月19日         |      |
| 43  | 動物たちの逆襲               | Créatures féroces              | 4月23日        | 1月23日         |      |
| 44  | 目覚める森                   | Camping sauvage                | 4月26日        | 1月24日         |      |
| 45  | 新生スパイズ誕生!?           | Alex demissionne               | 4月27日        | 1月25日         |      |
| 46  | 私はだ～れ?                  | Sens dessus dessous            | 4月28日        | 1月26日         |      |
| 47  | マンディー誘拐事件           | La classe de neige             | 4月29日        | 1月30日         |      |
| 48  | 思い出は永遠に               | L'ascenseur fou                | 4月30日        | 1月31日         |      |
| 49  | 恋人ゲットマシン             | Le garçon parfait              | 5月3日         | 2月1日          |      |
| 50  | IQ泥棒                       | Qui veut gagner des espionnes? | 5月4日         | 2月2日          |      |
| 51  | カリスマ・デザイナーの素顔   | Victimes de la mode            | 5月5日         | 2月6日          |      |
| 52  | おもちゃの帝国               | Un joujou d'enfer              | 2月7日         | 9月19日         |      |

### シーズン3 (2004年)
第3期から第5期までタイトルは「Totally Spies!: Under Cover」。
日本では第76話から78話までジェティックスで放送されたが、それ以外は放送されていない。
| No.   | 邦題                               | 原題                               | 放送日         | 放送日        | 備考 |
| ----- | ---------------------------------- | ---------------------------------- | -------------- | ------------- | ---- |
| 53    | 未放送                             | Sans dessus dessous                | 2004年 10月3日 | —             |      |
| 54    | 未放送                             | Le cirque de la peur               | 10月10日       | —             |      |
| 55    | 未放送                             | Cyber-maniaque                     | 10月17日       | —             |      |
| 56    | 未放送                             | La menace de l'espace              | 11月7日        |               |      |
| 57    | 未放送                             | Le café de l'angoisse              | 11月14日       |               |      |
| 58    | 未放送                             | Disco spies                        | 11月21日       |               |      |
| 59    | 未放送                             | La menace des gladiateurs          | 11月28日       |               |      |
| 60    | 未放送                             | Panique à Beverly High!            | 12月5日        |               |      |
| 61    | 未放送                             | L'effet musclor                    | 12月12日       |               |      |
| 62    | 未放送                             | Supernaze                          | 12月19日       |               |      |
| 63    | 未放送                             | Panique chez le dentiste           | 2005年 3月6日  |               |      |
| 64    | 未放送                             | Révolte au WOOHP                   | 3月13日        |               |      |
| 65    | 未放送                             | Le camp des stars                  | 3月20日        |               |      |
| 66    | 未放送                             | Le noël de l'angoisse              | 3月27日        |               |      |
| 67    | 未放送                             | Super spy                          | 4月3日         |               |      |
| 68    | 未放送                             | Y'a-t'il un maniaque dans l'avion? | 4月10日        |               |      |
| 69    | 未放送                             | Les insectes attaquent             | 4月17日        |               |      |
| 70    | 未放送                             | Action-vérité                      | 4月24日        |               |      |
| 71    | 未放送                             | Le gourou fou                      | 5月1日         |               |      |
| 72    | 未放送                             | Coup de foudre à haut risque       | 5月8日         |               |      |
| 73    | 未放送                             | L'esprit d'Halloween               | 5月9日         |               |      |
| 74    | 未放送                             | Super yoga                         | 5月22日        |               |      |
| 75    | 未放送                             | Le laveur de cerveau               | 5月29日        |               |      |
| 76-78 | トータリー・スパイズ! ザ・ムービー | Une Promotion d'Enfer              | 7月31日        | 2007年 5月5日 |      |

### シーズン4 (2005年)
日本未放送
| No. | 邦題 | 原題                           | 放送日        | 備考 |
| --- | ---- | ------------------------------ | ------------- | ---- |
| 79  |      | Triplés de Rêve                | 2006年 4月3日 |      |
| 80  |      | Le Choc du Futur               | 4月4日        |      |
| 81  |      | Perdues dans le Temps          | 4月5日        |      |
| 82  |      | Un monde parfait               | 4月6日        |      |
| 83  |      | Frères Ennemis                 | 4月12日       |      |
| 84  |      | Alex Déménage                  | 4月7日        |      |
| 85  |      | Méga Mandy                     | 4月10日       |      |
| 86  |      | Une Croisière sans Fin         | 4月11日       |      |
| 87  |      | Arnold le Magnifique           | 4月13日       |      |
| 88  |      | Jerry Superstar                | 4月14日       |      |
| 89  |      | Mime-Toi de tes Affaires       | 4月17日       |      |
| 90  |      | Une Manucure d'Enfer           | 4月18日       |      |
| 91  |      | Bouquets Piégés                | 4月19日       |      |
| 92  |      | Princesse d'Enfer              | 4月20日       |      |
| 93  |      | Totalement Givré               | 4月21日       |      |
| 94  |      | Sis-KaBOOM-Bah!                | 5月5日        |      |
| 95  |      | La Beauté Plastiquée           | 6月26日       |      |
| 96  |      | Totalement Pas Spies Part. I   | 7月5日        |      |
| 97  |      | Totalement Pas Spies Part. II  | 7月12日       |      |
| 98  |      | Un Ennemi Trop Craquant        | 8月5日        |      |
| 99  |      | Foot de fou!                   | 8月6日        |      |
| 100 |      | Les Spies à la ferme           | 8月9日        |      |
| 101 |      | Les Spies dans l'espace        | 8月15日       |      |
| 102 |      | Totalement Grillées! Part. I   | 2007年 2月1日 |      |
| 103 |      | Totalement Grillées! Part. II  | 2月2日        |      |
| 104 |      | Totalement Grillées! Part. III | 2月5日        |      |

### シーズン5 (2007年)
日本未放送。第108話から第110話まではブレイン編、第115話から第117話まではブリトニー編、第119話から第121話まではジャズ・ハンズ編。
| No. | 邦題 | 原題                       | 放送日         | 備考                                 |
| --- | ---- | -------------------------- | -------------- | ------------------------------------ |
| 105 |      | Le Lycée Éternel           | 2007年 4月15日 |                                      |
| 106 |      | La Colocataire Diabolique! | 9月12日        |                                      |
| 107 |      | Un Cours Diabolique!       | 9月19日        |                                      |
| 108 |      | Super Mamie                | 9月26日        |                                      |
| 109 |      | Le Nouveau Petit Ami       | 10月3日        |                                      |
| 110 |      | Le Retour de Géraldine     | 10月10日       |                                      |
| 111 |      | Le Clan des Diaboliques!   | 10月17日       |                                      |
| 112 |      | Des Gymnastes d'Enfer!     | 10月24日       |                                      |
| 113 |      | Pizzaïolos d'Enfer!        | 11月7日        |                                      |
| 114 |      | Une Mode d'enfer!          | 11月14日       |                                      |
| 115 |      | Attaque virtuelle          | 11月21日       |                                      |
| 116 |      | Aéro-WOOHP                 | 11月28日       |                                      |
| 117 |      | L'Hôtel des Abysses        | 12月5日        |                                      |
| 118 |      | Totally Mystère!           | 12月12日       | マーチン・ミステリーとクロスオーバー |
| 119 |      | L'attaque du sushi géant   | 12月26日       |                                      |
| 120 |      | Miss mic-mac               | 2008年 1月2日  |                                      |
| 121 |      | Le Monde des Mimes         | 1月3日         |                                      |
| 122 |      | La Mascotte Infernale!     | 1月4日         |                                      |
| 123 |      | Coup de Théâtre!           | 1月7日         |                                      |
| 124 |      | WOOHP-tastic!              | 1月8日         |                                      |
| 125 |      | Totalement Pas Groove!     | 1月9日         |                                      |
| 126 |      | Zéro le Héros...           | 1月10日        |                                      |
| 127 |      | Ho-Ho-Ho-Non!              | 1月11日        |                                      |
| 128 |      | Totalement Crado!          | 1月14日        |                                      |
| 129 |      | Totally Fini? Partie 1     | 2月3日         |                                      |
| 130 |      | Totally Fini? Partie 2     | 2月10日        |                                      |

### シーズン6 (2013年)
日本未放送
| No. | 邦題 | 原題                             | 放送日         | 備考 |
| --- | ---- | -------------------------------- | -------------- | ---- |
| 131 |      | Mandybook                        | 2013年 9月4日  |      |
| 132 |      | Une Vie de Chat                  | 2013年 9月4日  |      |
| 133 |      | Jeux vidéo Zéro                  | 2013年 9月4日  |      |
| 134 |      | Super Mega Dance Show            | 9月5日         |      |
| 135 |      | Miss A Tous Prix                 | 9月6日         |      |
| 136 |      | Tel Est Pris Qui Croyait Prendre | 9月9日         |      |
| 137 |      | Mariages Et Sabotages            | 9月10日        |      |
| 138 |      | Célébrité Volée                  | 9月11日        |      |
| 139 |      | Les Délices De Grand-Mère        | 9月12日        |      |
| 140 |      | Le Cœur Éternel                  | 9月13日        |      |
| 141 |      | Duel au Concours Canin           | 9月16日        |      |
| 142 |      | La Fureur des Poupées Mandy      | 9月17日        |      |
| 143 |      | Patineuse d'enfer!               | 9月18日        |      |
| 144 |      | Abominable décorations!          | 9月19日        |      |
| 145 |      | À L´Abordage!                    | 9月20日        |      |
| 146 |      | Trent se rebelle                 | 9月23日        |      |
| 147 |      | La Chute du Skateur              | 9月24日        |      |
| 148 |      | Qui Est Qui?                     | 9月25日        |      |
| 149 |      | Poudre de clowns                 | 9月26日        |      |
| 150 |      | Astro mais pas trop!             | 9月27日        |      |
| 151 |      | Dirigeable en déroute            | 9月30日        |      |
| 152 |      | La loi de la jungle              | 10月1日        |      |
| 153 |      | Télé Danger                      | 10月2日        |      |
| 154 |      | Espionnes en solo                | 10月3日        |      |
| 155 |      | Totalement Versailles (partie 1) | 2014年 6月19日 |      |
| 156 |      | Totalement Versailles (partie 2) | 6月23日        |      |

### シーズン7 (2024年)
| No. | 邦題 | 原題                                   | 放送日         | 備考 |
| --- | ---- | -------------------------------------- | -------------- | ---- |
| 157 |      | Pandapocalypse                         | 2024年 5月12日 |      |
| 158 |      | Copie-compost                          | 9月8日         |      |
| 159 |      | Totalement talentueuses                | 5月26日        |      |
| 160 |      | Invasion de grosses bestioles gluantes | 6月2日         |      |
| 161 |      | Espionnes à l'ancienne                 | 6月23日        |      |
| 162 |      | Attention : ceci n'est pas un test     | 6月16日        |      |
| 163 |      | Quand c'est trop, c'est Troll !        | 5月19日        |      |
| 164 |      | Fromage et lune de miel                | 6月9日         |      |
| 165 |      | Pel'âge de glace                       | 9月1日         |      |
| 166 |      | La chasse au dahu                      | 9月1日         |      |
| 167 |      | Alerte chat-pardeurs                   | 6月30日        |      |
| 168 |      | Presque totalement méchantes           | 9月22日        |      |
| 169 |      | Un stage trop immersif                 | 9月29日        |      |
| 170 |      | Mystère à bord du Woohp Express        | 11月3日        |      |
| 171 |      | La menace des citrouilles volantes     | 11月10日       |      |
| 172 |      | Alerte pestilence                      | 10月6日        |      |
| 173 |      | La menace des citrouilles volantes     | 10月27日       |      |
| 174 |      | Anguille sous roche                    | 10月13日       |      |
| 175 |      | Cœurs de pierres                       | 10月20日       |      |
| 176 |      | Les abominables joujous                | 9月15日        |      |
| 177 |      | Le monde de Mandy                      | 11月25日       |      |
| 178 |      | Toutou mais pas ça                     | 11月26日       |      |
| 179 |      | Mission Mei Lin                        | 11月27日       |      |
| 180 |      | Espionnes en tournée                   | 11月28日       |      |
| 181 |      | Coup de tonnerre sur le WOOHP          | 11月29日       |      |
| 182 |      | WOOHP là là                            | 11月30日       |      |

### 映画
日本では未公開。
| 邦題 | 原題                     | 劇場公開日     | 放送日 | 備考 |
| ---- | ------------------------ | -------------- | ------ | ---- |
|      | Totally Spies! The Movie | 2009年 7月22日 | -      |      |

## 日本語版制作スタッフ
テレビ東京放送分
- 演出：嶋澤みどり
- 翻訳：桜井文
- 調整：スタジオT&T　青木正俊、加藤紀子
- 制作担当：本田哲浩、井口大介
- 音響制作：ムービーテレビジョン
- 音楽協力：テレビ東京ミュージック
- 番組宣伝：大城博章（テレビ東京）
- アシスタントプロデューサー：斉木裕明
- プロデューサー：保戸塚良明（テレビ東京）、中村直樹
- 製作：テレビ東京、テレビ東京メディアネット
- 配給：Marathon

トゥーン・ディズニー追加分
- 演出：加藤敏、佐藤宏樹
- 翻訳：太田てるみ、矢田恵子
- 録音制作：東北新社

## 主題歌
オープニングテーマ「SWEET DYNAMITE!!!」（第１～１３話）
アーティスト：平田愛（HiBOOM）／作詞：KAJI KATSURA／作曲・編曲：AMAZeus
エンディングテーマ「Summer Breeze」（第１～１３話）
アーティスト：松下萌子（エイベックストラックス）／作詞：川村サイコ／作曲：TUKASA／編曲：上杉洋史

## 放送局
| 放送地域   | 放送局                   | 放送期間                   | 放送時間                                                                                             | 備考         |
| ---------- | ------------------------ | -------------------------- | --- | ------------ |
| 関東広域圏 | テレビ東京               | 2002年7月6日 - 9月28日     | 土曜 9時30分 - 10時00分                                                                              | 関東ローカル |
| 全国放送   | カートゥーンネットワーク | 2003年11月2日 - 2005年4月  | 土曜 6時30分 - 7時00分 土曜 16時00分 - 16時30分 （2003年時点） 土曜 4時00分 - 4時30分 （2005年時点） | リピートあり |
| 全国放送   | トゥーン・ディズニー     | 2005年12月 - 2006年9月19日 | 土曜・日曜 9時00分 - 9時30分 月曜 - 木曜 19時30分 - 20時00分 （2005年時点）                          | リピートあり |